# Humboldts Orinocokarte
Humboldts Orinocokarte entstand im Juni 1800 in Santo Thomé del Angostura während Alexander von Humboldts Amerika-Expedition. Mit seinen geographischen Untersuchungen im Orinocobecken wollte Humboldt die stark angezweifelte Verbindung der großen Flüsse Rio Negro und Orinoco durch den Casiquiare, und damit eine Verbindung mit dem Amazonas, beweisen. Diese Nachforschung wurde zu einem der wesentlichen Ergebnisse der Expedition.
Humboldt schickte die Karte im April 1842 dem Autographensammler Joseph von Radowitz. Später ging sie mit seinem Nachlass in die Jagiellonische Bibliothek, Sammlung Radowitz Nr. 6262, ein. Die Karte blieb bis 2001 unpubliziert.

## Expedition
Humboldts Expedition, um die Verbindung vom Orinoco und Amazonas zu beweisen, begann am 27. Februar 1800 in Puerto Cabello. Zu Fuß liefen sie über Valencia Richtung Süden nach Calabozo und von dort weiter nach San Fernando de Apure. Mit einer Piroge, einem landesüblichen Kahn, fuhren sie ostwärts dem Río Apure entlang bis zu seiner Mündung in den Orinoco bei Cabruta. Dort verlief die Expedition weiter den Orinoco hinauf über die Wasserfälle bei Atures und Maipures bis nach San Fernando de Atabapo, wo der Fluss Atabapo in den Orinoco mündet. Immer noch dem Atabapo folgend, fuhren sie bis „San-Antonio de Javita und Monte Pimichin“, der als natürliche Wasserscheide zwischen Orinoco und Amazonas fungiert. Über Landwege gelangten sie zum Rio Negro, dem sie bis San Carlos de Río Negro an der brasilianischen Grenze folgten. Von dort aus gelangten sie an die Mündung des Brazo Casiquiare, den sie nun in nordöstliche Richtung verfolgten, bis dieser wieder in den Orinoco mündete. Da der Rio Negro dem Amazonas entspringt und durch den Brazo Casiquiare mit dem Orinoco verbunden ist, konnte Humboldt seine These einer solchen Verbindung unbestreitbar beweisen.

## Karte
Die Karte zeichnete Humboldt selbst von Hand. Darauf sind neben den Flussläufen des Orinoco und des Rio Negro weitere kleinere Nebenflüsse dargestellt sowie auch die abtrennenden Bergketten. Nebst dem Abbilden der geographisch-topographischen Begebenheiten Venezuelas, verwies Humboldt schriftlich mittels Anmerkungen auf Besonderheiten der von ihm besuchten Regionen, z. B. wie die Ebene zwischen den Flüssen Orinoco, Casiqiuane, Atabapo und Rio Negro ein gänzlich unbewohntes Waldgebiet sei. Eine weitere interessante Darstellung ist den Conorichite als Verbindung zwischen den Casiquiare und Rio Negro zu zeichnen. Nach Humboldt: „Der Conorichite oder Itinívini ist ein Arm des Casiquiare, der oberhalb Vasiva den Casiquiare verläßt und sich bei Davipe in [den] Río Negro einmündet. Man kürzt durch ihn [den] Weg sehr ab. […] Er ist an 300 métres breit und geht durch die große, aber mit Wald bewachsene Ebene zwischen Atabapo, Temi, Orinoco, Guainía und Casiquiare. Man erspart drei Tage auf dem Wege von S[an] Carlos nach Esmeralda.“

### Beschreibung der Karte
Die Karte zeigt einen Ausschnitt Venezuelas mit dem Orinoco im Norden und Westen als Begrenzung, im Osten die Flussarme des Rio Cuyuni und im Süden einzelne Bergketten und dem Rio Conorichite. Im Zentrum der Karte sind die einzelnen Erhebungen mittels Höhenkurven und dicht aneinander gereihten Linien wiedergegeben. Das dichte Netz des Hauptflusses Orinoco mit seinen Nebenflüssen zieht sich vom oberen Bildrand über die linke Seite und ist jeweils mit Humboldts Handschrift gekennzeichnet. Die Darstellung dieser Region gelang Humboldt für seine Zeit sehr akkurat. Jedoch fehlt auf der Karte gerade jene Stelle, an der der Rio Negro mit dem Orinoco verbunden ist, dem Brazo Casiquiare. Die Karte ist mit einem Gitternetz versehen, um die Distanzen und Ausrichtungen der einzelnen Flüsse und Berge zueinander besser einschätzen zu können. Die Karte enthält keine Angaben darüber, in welchem Maßstab Humboldt die Region abgebildet hat.